# CONCORD (ビデオゲーム)
『CONCORD』（コンコード）は、Firewalk Studios（ファイアワーク・ステューディオズ）が開発し、ソニー・インタラクティブエンタテインメント（SIE）より発売されたゲームソフト。ジャンルは一人称視点のヒーローシューター。
2024年8月23日、PlayStation 5とSteam向けに発売。批評家から様々な評価を受けて売上不振に苦しみ、同年9月3日、発売より約2週間後となる同年9月6日をもってのサービスの中止と、購入者全員への全額返金がソニーから発表された。

## ゲーム内容
本作は、世界観をSFに置き、一人称視点でプレイするプレイヤー対プレイヤー形式のヒーローシューターと呼ばれるカテゴリのビデオゲームである。ゲーム中には、フットパーツで高くジャンプしたり、強化されたダイヤモンドで肉体を覆ってダメージを吸収するなど、異なる能力を持つ地球外生命がキャラクターとして登場した。初めのプレビューでは5人のキャラクターを公開。リリース時には16人のキャラクターが使用可能で、発売後の無料アップデートによりキャラクターやマップが追加予定だった。また毎週、登場人物や進行中のストーリーに関する新たなイベントムービーが登場した。

## 開発・リリース
ワシントン州ベルビューにあるスタジオで2018年に設立された Firewalk Studiosによる同社にとって初開発のゲームである。Firewalk は当初、親会社であるプロバブリーモンスターズ（ProbablyMonsters）と本作を共同開発していたが、2023年4月、Firewalk がソニー・インタラクティブエンタテインメント（SIE）に買収された。以来、同作は「PlayStation 5にとってのオーバーウォッチ」などと言われるようになる。
Firewalk は2023年5月24日のPlayStation Showcaseにて、CGIのトレーラーと共に本作を正式に発表。 2024年7月、ベータ版をリリースしたが、プレイヤー数は殊更多くなかった。2024年8月23日、PlayStation 5とWindows向けにリリースされた。プロジェクトは2016年に始まり、開発はそれ以降に行われたことが判明しているが、Firewalk StudiosとSIE側が提携を公表したのは2021年とやや後である。

## 評価・売り上げ・リリース後の動向
メタクリティック上のPS5の批評家レビュー29件、PCの批評家レビュー11件によると、批評家から様々な評価を受けた。オープンクリティックでは、32の批評家レビューのうち本作を推奨するのは23％である。
プッシュスクエアは10点満点中7点と評価し、「Firewalk のデビュー作はこの世のものとは思えないほどかもしれないが、全体的には純粋にかなり良い」とした。デジタル・トレンズの評価は5点満点中3点で、「『CONCORD』は楽しいマルチプレイヤーゲームの骨格を持っているが、肉が足りない」としている。ビデオゲームズ・クロニクルも5点満点中3点と評価し、40ドルという価格に難色を示し、PlayStation Plusでプレイできるまで待つようアドバイスした。
キャラクターデザインはポリティカル・コレクトネス配慮のためか美男美女は出ず、かわって標準的ではない体格のキャラが多く登場する。ユーロゲーマーは、ヒーローの「ちぐはぐな（muddled）」キャラクターデザインを原因に5点満点中3点と評価し、「ヒーローはビジュアル面でいえばデザイン不足かデザイン過剰のどちらかなようだ」としている。
ゲーミングボルト（GamingBolt）は、『CONCORD』がプレイヤーの興味を惹きつけるのに苦労しており、Steamでの同時接続人数はピーク時でわずか697人と、メジャーリリースとしては極めて低く、ベータのときよりもさらに少なかったと報じている。PCGamesNは、プレイヤー数が低かった主な要因として、『オーバーウォッチ2』や『ヴァロラント』のような無料プレイゲームに支配され、重度に飽和した市場で差別化を図るのに四苦八苦したことを挙げている。ライターの原修一郎は、日本のニュースサイト「プラスデジタル」に寄せたアーリーアクセス版の記事の中で、システム面について評価したうえで、キャラクターデザインや4,480円という高価格のほかにも、次の点が気になったと述べている。一つは、ゲーム内で表示されるスクリーンネームがPlayStation Networkアカウントから転用される仕様であり、SIE独自タイトルであるがゆえにPlayStation Networkへのサインインが必須であることはおかしくないものの、普段Windowsでゲームをしている身としては、自分でスクリーンネームを設定できるようにしてほしかったと語っている。もう一つはキャラクターの設定や背景を紹介するムービーが冗長なことを挙げている。原はムービーの質が高い分よくわからない話からゲームが始まるので、空回りしている印象があったと述べ、PvEベースのキャンペーンがあってもよかったのではないかとしている。また原は、キャラクターの移動速度とマップの広さがかみ合っていないのか、スピード感に欠けていたと指摘しており、ジャンプ能力がないキャラクターにいたっては移動自体がやや大変だった一方、ロカのように飛翔能力を持つキャラクターは移動が容易であり、マップへの適応性から強力なキャラクターだったと分析した。
発売から1週間足らずで、本作の売上は約25000本、Steamでの売上は10000本、PS5版の売上は15000本と推定された。また、発売1週間を過ぎると、本作はプレイステーションストアの売上ランキングで40位となり、Steamでのプレイヤー数は8月29日に162人を記録した。
9月3日、販売元のSIEは『CONCORD』をオフラインにし、それまでに販売されたゲームをすべて返金すると発表。また「ゲームの側面と、最初のローンチが我々の意図した通りに着地しなかった」とし、「プレイヤーによりよく届くようなものを含め、選択肢を検討する」とした。ゲームは販売リストから外れた。Firewalk は「最善の策を決定し直す」とした。販売停止の決定後には、パッケージ版が本来の10倍近い価格でオークションサイトに掲載されるなど、プレミア化の動きが見られた。
9月6日10時（太平洋標準時）ごろ、サーバはオフラインとなり、すべてのコンテンツへのアクセスが不可能となった。同時に行われたソフトウェアアップデートによりサービス終了・返金の告知がログイン試行時に表示されるようになった。
サービス終了後の2024年9月15日、ゲームプロデューサーの岡本吉起は自身のYouTubeチャンネルに投稿した動画で「聞いて面白い・見て面白い・遊んで面白い・繰り返して面白い」の4つの条件を1つも満たしていないと指摘している。「聞いて面白い」という項目は「今時、5対5のGvGのFPS」という意味で満たしておらず、「見て面白い」は「ポリコレを意識過ぎたのもあるが、元々のデザイナー、プロデューサー、ディレクターのセンスが悪い」「5人並べた時のダサさが半端ない」という点で満たしていないとしている。「遊んで面白い」という項目も「ジャンプに特徴があるぐらい」と否定している。岡本は「サービス終了を機に店頭販売の場からも撤去されたのでパッケージ版が高騰し、未開封品は投機商品になる」という内容の皮肉も述べており「150億（円）、200億と、ここまで金を掛けたビッグタイトルでコケるのは歴史に残る」とこのゲームの失敗の異例ぶりを表現している。
元IGN記者でビデオゲーム・ポッドキャストのホストのコリン・モリアーティ（Colin Moriarty）は、匿名の『CONCORD』の開発者の話として、『CONCORD』の開発費は総額4億ドルだったと主張した。またモリアーティは『CONCORD』が失敗した一番の理由は開発陣の「有害なポジティブさ（Toxic Positivity）」の思考がゲーム開発で悩ませたのが原因だと述べた。「何かが間違っている、キャラクターデザインが間違っている等など誰もが思っていても、社内に置いて誰もそこにあったものを変更したり改善したりする事を許可されなかった」と言う。ただし、開発費4億ドルという数字については複数のプレイステーション開発者がソーシャルメディア上で、モリアーティの主張に異議を唱えている。
2024年10月30日、SIEより Firewalk Studios の閉鎖が発表された。SIEは閉鎖の理由として「熟考の結果、ゲームとスタジオの閉鎖が最善の道であると判断した」としている。また、Firewalk Studios の買収額を除く本作の予算は2億ドル程度であったとも報じられている。このスタジオ閉鎖の決定により「休止」とされていたサービスの再開は絶望的なものとなった。
ジャンルを同じくする『マーベル・ライバルズ』のゲームディレクター、タデウス・サッサーは、このジャンルにおいては、既存のヒット作にお金や時間をつぎ込むユーザーが後発の類似作に鞍替えするのは容易ではなく、本作にはそこまでさせるような魅力に欠けていたと、Firewalk閉鎖後に投稿されたポッドキャストの中で指摘している。それと同時に、サッサーはこのジャンルの市場は予測が極めて難しく、作り手は実際に世に送り出されるまで自分たちの作品がどこまで人気が出るかわからないとも話している。

## その他
本作は、2024年12月に配信されたアンソロジーアニメーションシリーズ『シークレット・レベル』で映像作品化された。